# Çò des de Paula
Çò des de Paula és una casa de Vilac al municipi de Vielha e Mijaran (Vall d'Aran) inclosa a l'Inventari del Patrimoni Arquitectònic de Catalunya.

## Descripció
Çò des de Paula presenta la façana principal paral·lela a la capièra, orientada a ponent. Les obertures resoltes amb fusta defineixen una estructura de tres plante i "humarau", aixolugada per una coberta d'encavallades de fusta i teulada de pissarra, a dos vessants i "tresaigües" còncaus en el "pènalèrs" especialment per la banda nord a fi d'encabir la "humanèja". L'estructura simètrica de la façana, amb les obertures disposades de tres en tres, queda enfaititzada per una faixa longitudinal a mitja alçada que a més a més emmarca una finestra apaïsada, en posició central. La porta d'entrada, situada a sota, resta presidida per una làpida que duu la següent inscripció gravada: FRANCESC CAU Y de Miquel AÑO 1835.Aquesta porta conserva un notable marc de fusta motllurat, protegit de la humitat per la posició elevada i per sengles daus de pedra ("solibèus"). i també dues fulles ornades amb plafons i els muntants de tancar treballats.

## Història
En el llibre de Vilac trobem esment de Francesc Cao Paula (1730). S Temprado relaciona la casa amb els Deó de Lacau de Vilac, per tal com hi visqué Francesc Carità.